# (239716) Felixbaumgartner
(239716) Felixbaumgartner est un astéroïde de la ceinture principale.

## Description
(239716) Felixbaumgartner est un astéroïde de la ceinture principale. Il fut découvert le 25 janvier 2009 à Gaisberg par Richard Gierlinger. Il présente une orbite caractérisée par un demi-grand axe de 2,72 UA, une excentricité de 0,11 et une inclinaison de 5,0° par rapport à l'écliptique.